# Нові Котковиці
Нові Котковиці (пол. Nowe Kotkowice) — село в Польщі, у гміні Ґлоґувек Прудницького повіту Опольського воєводства.
Населення — 105 осіб (2011).

## Демографія
Демографічна структура станом на 31 березня 2011 року:
|          | Загалом | Допрацездатний вік | Працездатний вік | Постпрацездатний вік |
| -------- | ------- | ------------------ | ---------------- | -------------------- |
| Чоловіки | 46      | 7                  | 35               | 4                    |
| Жінки    | 59      | 12                 | 36               | 11                   |
| Разом    | 105     | 19                 | 71               | 15                   |